# Pieces of April
 Pieces of April és una pel·lícula estatunidenca dirigida per Peter Hedges, estrenada el 2003.

## Argument
La jove April Burns (Katie Holmes) acaba d'emancipar-se del niu familiar burgès. Ha canviat el seu confortable dia a dia sense despeses a la casa paterna en una zona residencial per una vida plena de decisions i preocupacions en un petit apartament a Nova York. Ara conviu amb el seu xicot Bobby (Derek Luke).
Un dels seus reptes més importants es presenta quan convida a tota la seva família a què celebrin el dinar del Dia d'Acció de Gràcies a la seva nova casa. Preparant el tradicional gall dindi farcit ha de demostrar que és capaç de valer-se per ella mateixa, i vol aprofitar 
La relació entre April i la seva mare, Joy (Patricia Clarkson) mai no ha estat massa bona. Joy està malalta terminal de càncer, i April vol aprofitar la trobada familiar per arreglar les seves diferències. Per la seva part, els pares d'April recullen a l'àvia de la residència i es posen en marxa cap a Nova York. Estan expectants per conèixer la nova vida d'April. La trobada no només suposarà un viatge físic, sinó també un viatge interior per a mare i filla.

## Repartiment
- Katie Holmes: April Burns
- Patricia Clarkson: Joy Burns
- Derek Luke: Bobby
- Alison Pill: Beth Burns
- John Gallagher Jr.: Timmy Burns
- Alice Drummond: Àvia Dottie
- Lillias White: Evette
- Isiah Whitlock Jr.: Eugene
- Sisqó: Latrell
- Armando Riesco: Tyrone
- Sean Hayes: Wayne
- Oliver Platt: Jim Burns
- Vitali Baganov: L'home mig adormit
- Adrian Martinez: L'home en pull-over
- Susan Bruce: Tish

## Banda original
- I Think I Need a New Heart, interpretada per The Magnetic Fields
- The Well Tempered Guitar, composta per Jean-Sébastien Bach i interpretada per John Woo
- Aphrodisiac, interpretada per Studio Musicians
- You You You You You, interpretada per The 6ths
- Baby Won't You Tell Me, interpretada per Studio Musicians
- Liberty Bell March, interpretada per Studio Musicians
- The Luckiest Guy on the Lower East Side, interpretada per The Magnetic Fields
- Salsa Brava, interpretada per Charlie D'Cali Orquesta
- Xiqing, interpretada per The UK Chinese Ensemble
- Hymn of Peace, interpretada per Studio Musicians
- Epitaph for My Heart, interpretada per The Magnetic Fields
- Jolly Old St. Nick, interpretada per Alex Constantine
- Dock the Halls, interpretada per Johnny Sedona
- As You Turn to Go, interpretada per The 6ths

## Premis i nominacions

### Premis
- 2003. Premi especial del jurat per a Patricia Clarkson i nominació al gran premi del jurat per a una pel·lícula dramàtica en el Festival de Cinema de Sundance.

### Nominacions
- 2004. Oscar a la millor actriu secundària per Patricia Clarkson
- 2004. Globus d'Or a la millor actriu secundària per Patricia Clarkson